# إدوارد فرنسيس هوبان
إدوارد فرنسيس هوبان (بالإنجليزية: Edward Francis Hoban)‏ هو قسيس أمريكي، ولد في 27 يونيو 1878 في شيكاغو في الولايات المتحدة، وتوفي في 22 سبتمبر 1966 في كليفلاند في الولايات المتحدة.